# Seznam chráněných území v okrese Senica
Toto je seznam chráněných území v okrese Senica aktuální k roku 2017, ve kterém jsou uvedena chráněná území v oblasti okresu Senica.
| Kód  | Obrázek       | Typ | Název          | Rozloha (ha) | Galerie Commons                                | Popis území | Souřadnice                       |
| ---- | ------------- | --- | -------------- | ------------ | ---------------------------------------------- | ----------- | -------------------------------- |
| 1202 |               | CHA | Bahno          | 49,6500      |                                                |             |                                  |
| 26   |               | NPR | Červený rybník | 118,9100     |                                                |             |                                  |
| 775  | Chvojnica     | PP  | Chvojnica      | 31,6515      | Kategorie „Chvojnica“ na Wikimedia Commons     |             | 48°46′42″ s. š., 17°22′42″ v. d. |
| 1203 | Jasenácke     | PR  | Jasenácke      | 49,9200      |                                                |             | 48°33′17″ s. š., 17°9′19″ v. d.  |
| 67   |               | CHA | Jubilejný les  | 14,9800      |                                                |             |                                  |
| 69   |               | PR  | Kamenec        | 61,6200      |                                                |             |                                  |
| 1192 |               | CHA | Kotlina        | 616,6900     |                                                |             |                                  |
| 87   | Kyseľová      | PP  | Kyseľová       | 18,1346      | Kategorie „Kyseľová“ na Wikimedia Commons      |             | 48°38′45″ s. š., 17°30′ v. d.    |
| 107  | Mníchova úboč | PP  | Mníchova úboč  | 25,2562      | Kategorie „Mníchova úboč“ na Wikimedia Commons |             | 48°39′2″ s. š., 17°30′11″ v. d.  |
| 1011 | Myjava        | PP  | Rieka Myjava   | 34,9384      |                                                |             | 48°41′39″ s. š., 17°25′57″ v. d. |
| 1193 | Rudava        | CHA | Rudava         | 1 958,6600   |                                                |             |                                  |
| 1210 |               | PR  | Vanišovec      | 196,8400     |                                                |             |                                  |
| 195  |               | NPR | Zelienka       | 141,6800     |                                                |             |                                  |
| 872  |               | PP  | Zrubárka       | 13,2500      |                                                |             |                                  |